# Anas ibn Nadr
Anas ibn Nadr (in arabo ﺍﻧﺲ ﺑﻦ ﻧﻀﺮ‎?; Medina, ... – Medina, 23 marzo 625) è stato un Sahaba.
Zio del grande giurista Malik ibn Anas, Anas si convertì all'Islam tra il 622 e il 625, dopo cioè che il profeta Maometto era giunto a Yathrib con l'Egira, per costituire la Umma.
Anas non prese quindi parte alla battaglia di Badr, rammaricandosene in seguito, ma partecipò valorosamente a quella di Uḥud, trovandovi il martirio e diventando in tal modo uno dei primi shahīd, al pari dello zio del Profeta, Hamza ibn Abd al-Muttalib, a Mus'ab ibn 'Umayr e a Abd Allah ibn Jahsh, cugino di Maometto.